# Velkoobjemový kontejner

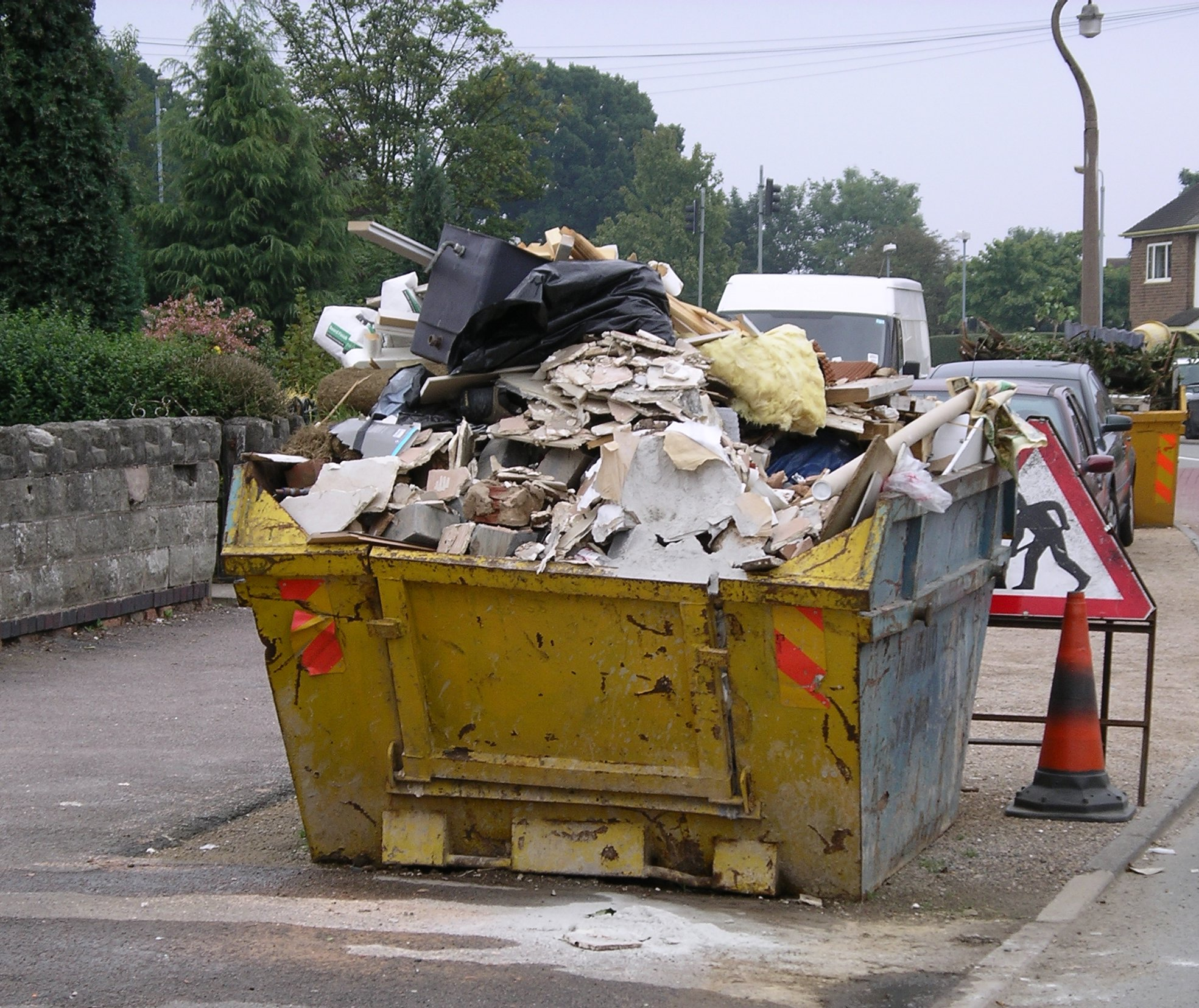
Kontejner pro řetězový nosič

Velkoobjemový kontejner je nádoba na transport stavební suti, stavebních materiálů, recyklačních odpadů (například šrotu) nebo i jiných objemných odpadů.

## Základní druhy velkoobjemových kontejnerů
- Kontejner pro jednoramenné hákové nosiče – vana kontejneru je přizpůsobena pro nakládání jednoramenným hákovým mechanismem montovaným na univerzálním podvozku nákladního automobilu. Hákový mechanismus kontejner nakloní (nadzdvihne na jedné straně) a táhne přes kladky umístěné na podvozku. Vzdálenější konec kontejneru se při nakládání i skládání odvaluje po vozovce po válcích, které jsou součástí kontejneru.
- Kontejnery pro dvouramenné řetězové nosiče – na podvozku nákladního automobilu je namontován dvouramenný mechanismus se závěsnými řetězy. Na vozidle ani na kontejneru nejsou žádné válce ani kladky. Řetězy se upevní na čepy na čtyřech místech kontejneru a nakládací mechanismus zvedne kontejner do výšky a uloží na plochu vozidla. Kontejner se nenaklání, visí ve stále stejné vodorovné poloze.

## Konstrukce kontejnerů
Jsou to robustní svařované vany z ocelových plechů a profilů. Kontejnery pro jednoramenné hákové nosiče mohou mít otevíratelnou zadní bočnici pro nakládání, vyšší kontejnery mohou mít také sklopné části postranních bočnic. Pro tento systém také existuje řada odvozených provedení v podobě plošiny, cisterny nebo třeba uzavřené skříně pro transport nářadí.

## Používání kontejnerů
Velkoobjemové kontejnery nahrazují valníkové a sklápěčkové nákladní automobily. Automobil nemusí být přítomen po dobu nakládání materiálu. To se využívá především při stavebních pracích a odvozu velkoobjemového odpadu. Dopravce přistaví kontejner k naložení a automobil odjede pro další kontejner. Jeden automobil by měl obsloužit asi tři kontejnery. Významnou výhodou také je, že kontejnery je možné plnit ručně, bez použití techniky. Při složení na vozovku je podlaha kontejneru jen asi 20cm nad úrovní vozovky. Je tedy možné plnit kontejner sutí naváženou třeba kolečkem nebo odpadem doneseným v ruce (nábytek, větve). U kontejnerů pro dvouramenné řetězové nosiče se využívá jejich vysoké nosnosti. Jedním z využití je také odvoz odpadu z kovovýroby. Kovové třísky, případně ostřižky plechů vznikají v kovovýrobě plynule, během celé pracovní směny. Pokud není výrobna vybavena pro jejich zhutňování briketováním, je s výhodou možné sypat odpad do velkoobjemového kontejneru. Po jeho naplnění se odpad odveze ke zpracovateli odpadu. Nakládání kovových třísek může být jak dopravníkem, tak ručními vozíky z nakládací rampy, která má povrch v úrovni bočnic kontejneru. Vozidla, užívaná jako nosiče kontejnerů mohou být vybavena také hydraulicku rukou. Pokud je hydraulická ruka zakončena hákem, může sloužit ke zdvihání nádob na tříděný odpad. Hydraulická ruka zakončená drapákem může sloužit k nakládání kovového šrotu.

## Galerie

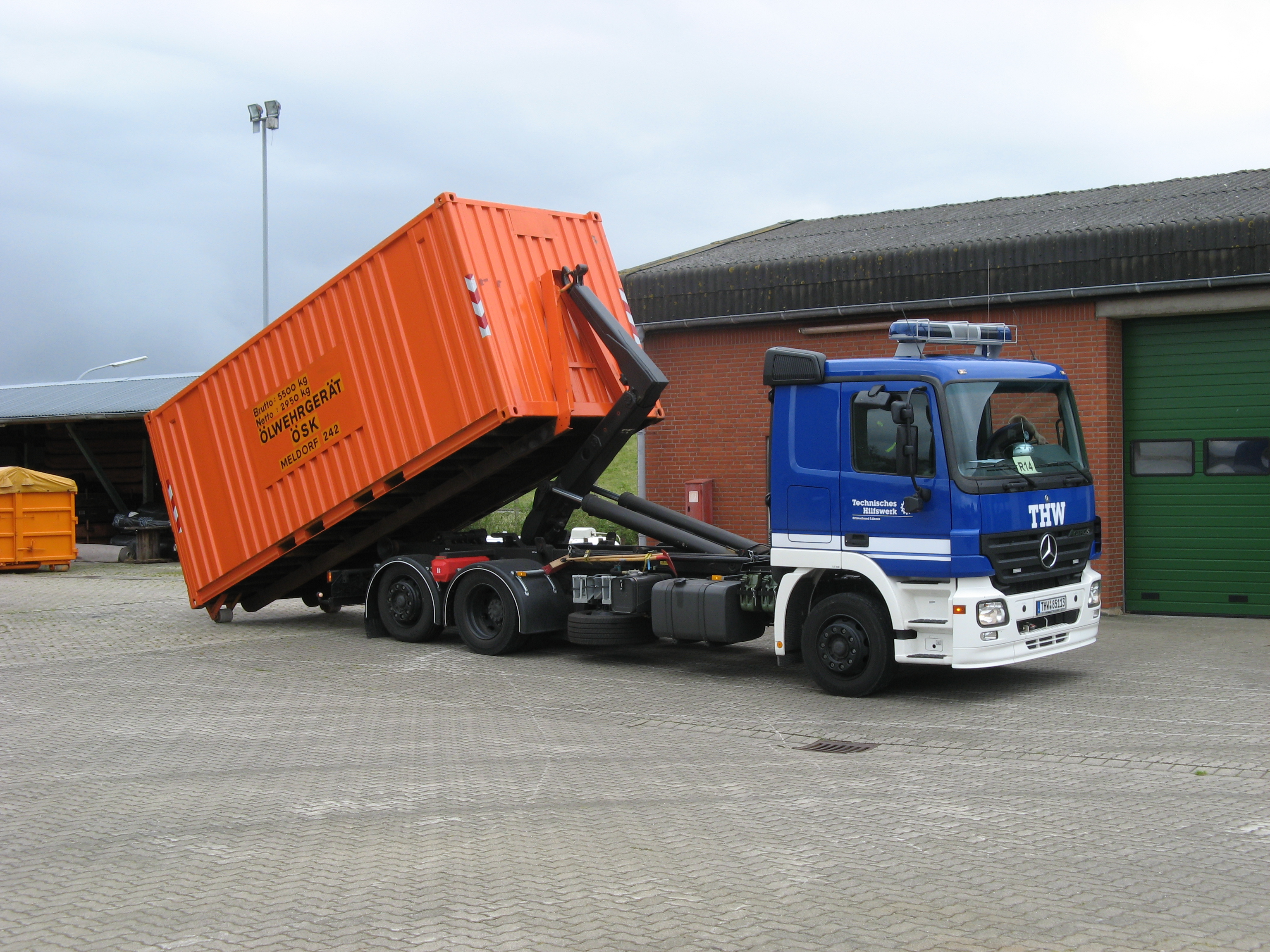
Automobil s kontejnerem
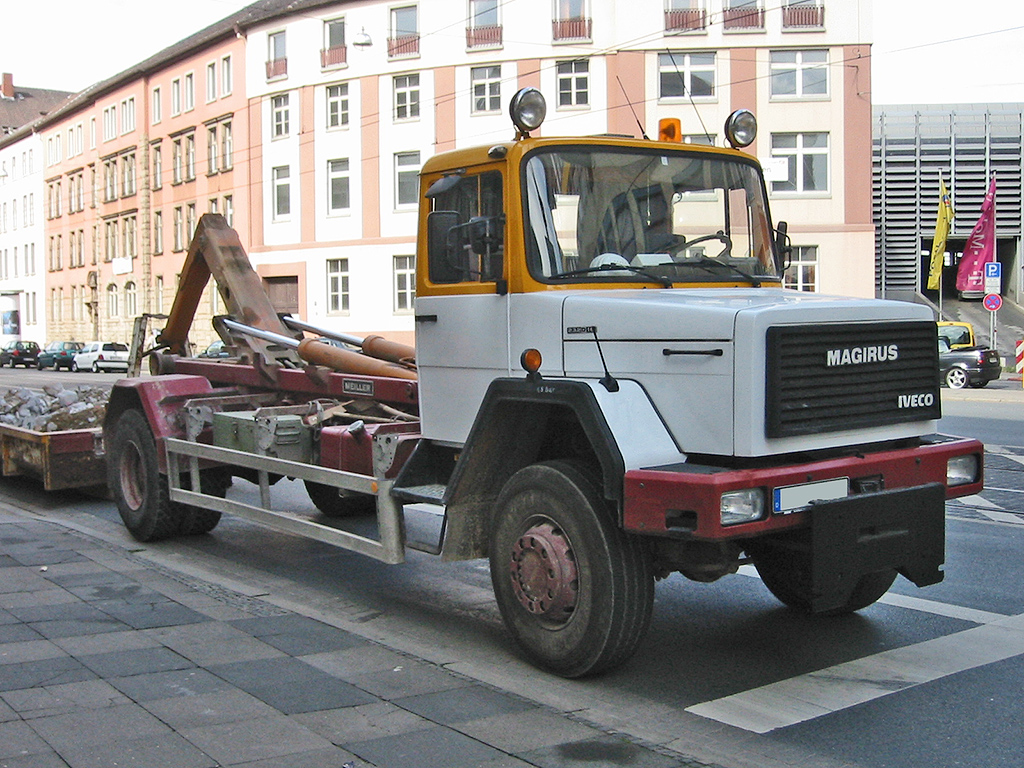
Nakládání kontejneru
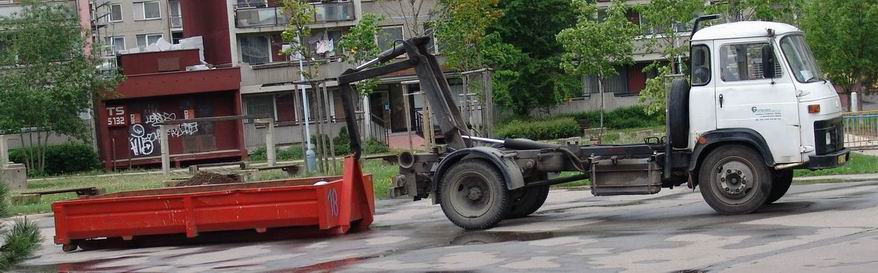
Automobil s hákovým nakladačem kontejnerů
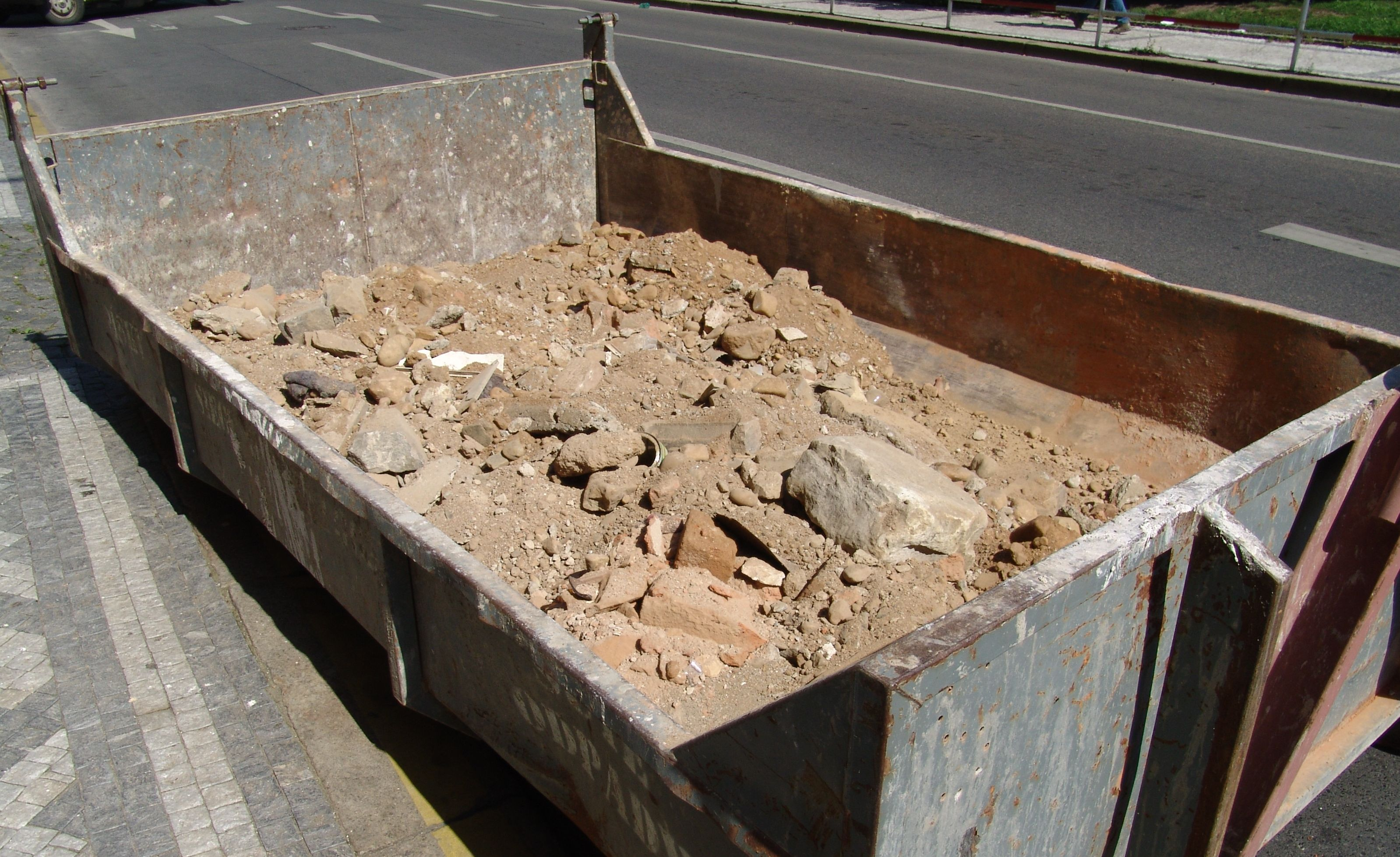
Kontejner naplněný sutí